# 545571 Carlobaccigalupi
545571 Carlobaccigalupi este o planetă minoră (asteroid) din centura de asteroizi. A fost descoperită pe 28 august 2011 la Andrușivska astronomicina observatoria⁠(d) de . 
Obiectul prezintă o orbită caracterizată de o semiaxă mare de 2,8079453328808 UAi, o excentricitate de 0,25868034564209, o înclinație de 12,267688953467 ° în raport cu ecliptica.